# Ouriel Zohar
Ouriel Zohar (in ebraico אוריאל זוהר‎?; Tel-Yitzhak, 2 giugno 1952) è un regista teatrale, drammaturgo, poeta e traduttore israeliano naturalizzato francese.
Per anni docente presso il Dipartimento di Scienze umane e Arti della Technion University, nel 1986 ha creato il Teatro Technion. È professore ordinario all'Università di Parigi VIII dal 1997, e dal 1995 è Visiting Professor all'École des hautes études commerciales de Paris ("Scuola di studi superiori commerciali di Parigi", meglio nota come HEC Paris) dal 1995.

## Biografia

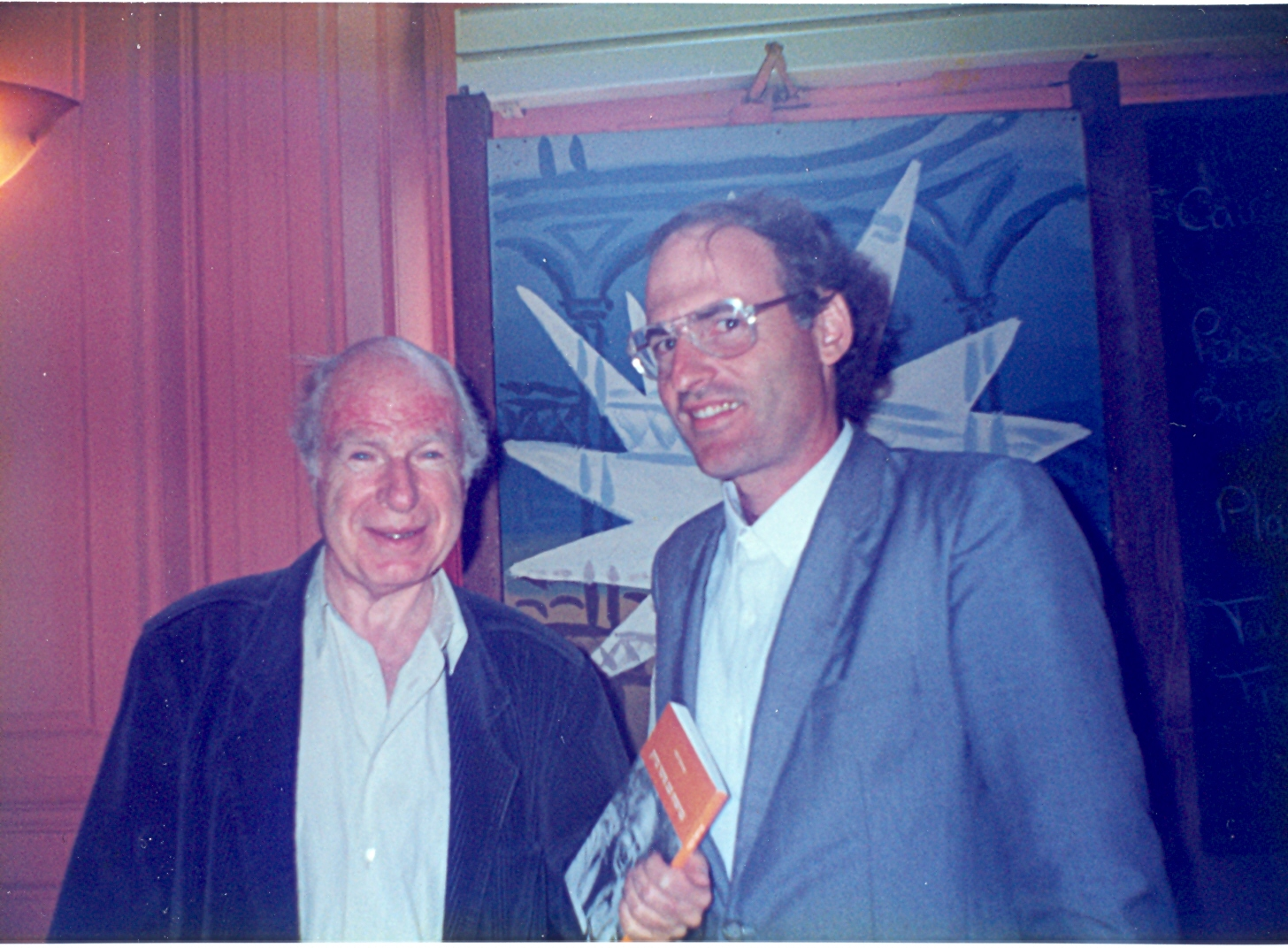
Ouriel Zohar mentre consegna a Peter Brook il suo libro in ebraico Meetings with Peter Brook, Parigi, 1991

Ouriel Zohar ha iniziato a svolgere l'attività di registra teatrale a Parigi nel 1978. Ha conseguito il Dottorato di ricerca sul tema del teatro Kibbutz, collettivo e universale (in senso metafisico), presso l'Università di Parigi VIII, dove è stato Assistant Professor dal 1980 al 1985. Sul tema del teatro ha pubblicato oltre 150 articoli su riviste accademiche, in lingua inglese, francese, slovena, tedesca ed ebraica. Ha scritto saggi su personaggi quali Peter Brook, Constantin Stanislavski, Jerzy Grotowski, Augusto Boal, Martin Buber, Aaron David Gordon e Omraam Mikhaël Aïvanhov, autori che hanno profondamente influenzato il teatro.
Fino al 2017 ha diretto 75 spettacoli teatrali in Israele, Europa, Canada, Africa e Asia, e ha scritto e diretto 46 spettacoli originali in ebraico, oltre a lavori di Hanoch Levin, Joshua Sobol, Semën An-skij, ecc. Ha diretto opere teatrali contemporanee scritte da Peter Brook, Birago Diop, Farid al-Din Attar, Jean-Claude Carrière, Sławomir Mrożek, Steven Soderbergh, John Hughes (regista), ecc. Ha inoltre diretto opere classiche di Molière, Shakespeare, Marivaux, Henrik Ibsen, George Bernard Shaw, ecc.
Il suo Technion Theater  partecipa a festival in Europa, Canada e Israele.
Insegna Estetica scenica, Drammaturgia e Recitazione a Parigi, Israele, Minsk, in Bielorussia, e in India.
È stato drammaturgo al Teatro Habima tra il 1989 e il 1990, e al Teatro Comunale di Haifa tra il 1995 e il 1997. Ha condotto progetti di collaborazione giudeo-araba attraverso l'arte e, nel 1994, è tra i fondatori del Al-Midan Theater di Haifa.
Tra il 1993 e il 1999 è stato vicepresidente della International Association of University Theatre (IUTA), con sede all'Università di Liegi, in Belgio, divenendone membro onorario nel 2005.
Nel 1993, ha diretto Season of Migration to the North, romanzo dello scrittore sudanese Tayeb Salih, con la partecipazione di Mohammed Bakri, attore israelo-palestinese, il quale ha ricevuto il premio come miglior attore al Acco Festival of Alternative Israeli Theatre di San Giovanni d'Acri. Con Bakri come attore, ha diretto il Bakri Monologue in francese, arabo ed ebraico, e si è esibito con Bakri sul palco, a Parigi, al Boris Vian Hall Theatre di Parigi-La Villette, e sul palcoscenico nazionale di Cergy-Pontoise, Lille, e al Festival della Pace di Bruxelles, come anche in diversi altri paesi.
Dal 2002 ha interpretato il ruolo principale di Prospero in La Tempesta di Shakespeare, nel teatro di Béatrice Brout, e il Conte di Northumberland nel Riccardo II di Shakespeare, e ha interpretato testi di Victor Hugo e di altri scrittori francesi.
Nel 2006, a Parigi, fonda la sua compagnia teatrale, la Compagnie Ouriel Zohar, inaugurandola con l'opera Un nemico del popolo di Henrik Ibsen, messa in scena prima a Parigi, poi a Frejus, Besançon, a Liegi, in Belgio, a Minsk, in Bielorussia, a Valleyfield in Canada e a Porto Heli, in Grecia. Nel 2010 ha diretto Seraphita, adattamento di un romanzo del 1834 di Honoré de Balzac, rappresentato a Parigi al Theatre de l'Ile Saint-Louis, e poi a Bruxelles, in Grecia, nella Repubblica del Congo e, nel 2012, alla Maison de Balzac di Parigi, ma anche in Svizzera, Israele, Istanbul e al Theatre Darius Milhaud di Parigi. Nel 2012 la sua Compagnia teatrale si è recata a San Pietroburgo, con lo spettacolo teatrale Invisible Garment. Nel 2014 il suo teatro è andato in India con due suoi spettacoli: Messaggio ai Materialisti e Serafita.
Nel 2009 la sua regia in ebraico di Un nemico del popolo di Henrik Ibsen è stata premiata per la sezione "miglior attore" al Festival di Benevento.
Dal 2007 è nominato giudice internazionale di concorsi internazionali per i Teatri universiatri europei, a Parigi, Minsk, Mosca, ecc. Ha presentato delle Master class su Messa in scena e Recitazione per festival europei. Nel 2014, in India ha tenuto dei workshop sul tema del Medical Theater, aperti a tutti, che si sono svolti soprattutto ad Auroville.
Tra i suoi studenti più famosi si annoverano Scandar Copti, vincitore di un Caméra d'or, regista e sceneggiatore del film Ajami, con il quale nel 2009 ha vinto 5 Ophir Awards, tra cui il premio come "miglior film" in Israele e, nello stesso anno, è stato nominato per un Oscar dell'Academy Award for Best Foreign Language Film a Los Angeles.
Zohar ha pubblicato 14 libri in ebraico, uno in inglese, uno in tedesco e in francese, ed è coautore con sua moglie Martine Zohar di My Life in Israel in the Light of the Stone Pine (La mia vita in Israele alla luce dei pini).
Nel 2013 è stato eletto membro del Parlamento della Confederazione Israelo-palestinese (IPC: Israeli Palestinian Confederation).
Nel 2015 ha diretto il suo spettacolo teatrale L'Initiation du Ciel, in lingua francese, a Vevey, in Svizzera, a Bruxelles, a Parigi, ad Aix en Provence e Frejus.
Nel 2017 ha diretto la sua opera teatrale Das Unsichtbare Kleidungsstück (L'abito invisibile), per la comunità tedesca del Frejus.
Nel 2018, tiene un seminario presso l'Università Statale di Mosca sull'argomento: Robotica, svantaggi e benefici.
Nel 2019, presso l'Università del Texas ad Austin, tiene un seminario sul tema: L'umorismo orientale come base della saggezza umana.
Nel 2019 ha diretto la sua opera teatrale Our Father Who, in inglese, presso la comunità inglese della città di Fréjus.

## Pubblicazioni

### Libri
- Ouriel Zohar, Aura's Conflict, 2018[12] (disponibile anche in francese[13] su Amazon)
- Ouriel Zohar, Our Father Who..., 2018[14] (disponibile anche in francese 2018)[15]
- Ouriel Zohar, The boy who knows how to fly Paperback 2018,[16] L'enfant qui savait voler, e-book, (pièce teatrale), 2016[17]
- Ouriel Zohar, Ariel et le monstre lumineux: Dialogue initiatique, 2017[18]
- Ouriel Zohar, Un Agriculteur, 2017[19]
- Ouriel Zohar and Barbara Heman, Seraphita Seraphitus: L'androgyne, adattamento teatrale della novella Seraphita di Honoré de Balzac 2017[20]
- Ouriel Zohar, La Clairvoyante (pièce teatrale), 2016[21]
- Ouriel Zohar, L'Initiation du Ciel (pièce teatrale), 2016[22]
- Ouriel Zohar, Le livre tel que je l'ai reçu de mes amis.., 2016[23]
- Ouriel Zohar, The Invisible Garment: How a young man of poor condition, by his love of the dance, can captured the heart of...... Editions Amazon.com, 2015,[24] (anche in francese: Le Vêtement Invisible, 2015)[25] (e in tedesco: Das Unsichtbare Kleid, 2017)[26]
- Martine Zohar et Ouriel Zohar, Ma vie en Israël à la Lumière des pins parasols, nelle edizioni Persée, Francia, 2009, e nelle edizioni Amazon.fr, 2015.[27]
- Ouriel Zohar, פגישות עם פיטר ברוק (in ebraico: Incontri con Peter Brook), editions Zohar, pp. 176, Tel Aviv, 1990.

### Contributi in volumi
- «Svetost Rezije» in Svet Rezije, Belgrade University, Theatre Department, p. 222–230, 1992.
- «Non-verbal Communication, The Body and Soul Language in Theatre Aesthetics», in Future and Communication, International Scholars Publications, p. 75–82, San Francisco, London, Bethesda, 1997.
- «La recherche théâtrale dans un institut technologique et scientifique» in Théâtre et Science, Presses du Centre UNESCO de Besançon et du Théâtre de l'Université de Franche-Comté, p. 49–64, Besançon, 1998.
- «Le modèle 'je-tu' et 'je-vous' dans une société utopiste selon Martin Buber, comme principe de théâtre collectif », in Utopies, Mémoire et Imaginaire[28], Essen, p. 99-107, 2008.
- «L'analyse de la 'coexistence' », avec Martine Zohar, in Ma vie en Israël à la lumière des pins parasols, éditions Persée, p. 202-217, 2009.

### Articoli in riviste
- Ouriel Zohar, «La fête dans la société du kibbutz» in Revue de la société d'histoire du Théâtre II, No. 174, p. 162-179, CNRS (Centre national de la recherche scientifique) Paris 1992.
- Ouriel Zohar, «Le Théâtre de la Fête et de la Tradition du Kibbutz» in Forum Modernes Theater Ruhr-Universität Bochum, Band 9, p. 161–178, Tübingen 1994.
- Ouriel Zohar, «Les passionnés de Peter Brook» dans Coulisses, No.9, p. 77-84, université de Franche-Comté, Besançon, France 1993.
- Ouriel Zohar, «Les acteurs de Peter Brook», in Coulisses, no 12, p. 40-50, université de Franche-Comté France, 1995.
- Ouriel Zohar, «Le théâtre comme un moyen pédagogique pour améliorer les relations judéo-arabes», in Coulisses, No. 11, p. 43–55, Université de Franche-Comté France, 1995.
- Ouriel Zohar, «Le théâtre comme un moyen pédagogique pour améliorer les relations judéo-arabes», in Tsafon no 19-20, p. 112-130, Ed. Prof. J.M. Delmaire, université de Lille III, Institut d'Histoire des Religions, Lille, 1995.
- Ouriel Zohar, «Stop à la violence», in Tsafon no 19-20, p. 39-56, Ed. Prof. J.M. Delmaire, université de Lille III, Institut d'Histoire des Religions, Lille, 1995.
- Ouriel Zohar, «Donner quelque chose de mon âme, afin qu'il n'oublie pas", in Tsafon no 19-20, p. 72-88, Ed. Prof. J.M. Delmaire, université de Lille III, Institut d'Histoire des Religions, Lille, 1995.
- Ouriel Zohar, «Le théâtre comme homme international», in Tsafon, No. 19-20, p. 131–139, Ed. Prof. J.M. Delmaire, Université de Lille III, Institut d'Histoire des Religions, Lille, 1995.
- Ouriel Zohar, «La veille du 20, pièce collective et intime, à la lumière de la doctrine d'Aharon David Gordon», in Tsafon, No. 19-20, p. 141-164, Ed. Prof. J.M. Delmaire, université de Lille III, Institut d'Histoire des Religions, Lille, 1994-1995.
- Ouriel Zohar, «Le théâtre, lieu de relations authentiques entre villes juives et arabes», in Revue internationale de psychosociologie Ed. Prof. G. Amado, HEC. Éditions ESKA19, Vol. II - No.3, p. 59-75, Paris, 1995.
- Ouriel Zohar, «Le rapport du théâtre universitaire à l'enseignement», in «Entracte» Revue Théâtrale de la faculté des lettres, Université Cheikh Anta Diop Dakar, No. 2, p. 76–86, Dakar, 1996.
- Ouriel Zohar, «Bimate Ha'kibbutz, le théâtre d'une société collective» in Théâtres du Monde20, Revue Interdisciplinaire de l'Université d'Avignon, Institut de recherches internationales sur les arts du spectacle, Faculté des lettres et des sciences humaines, No.6, p. 187-201, 1996.
- Ouriel Zohar, «L'homme derrière l'auteur de théâtre, le Tchekhov de Brook» in Coulisses, No.14, université de Franche-Comté, Besançon, p. 22–28, 1996.
- Ouriel Zohar, «Comparaison du Théâtre ‘Bimate Ha'Kibbutz’ et du Théâtre national israélien ‘Habima’ et du théâtre ‘Habima’ avec la Comédie-Française», in Théâtres du Monde Revue Interdisciplinaire de l'Université d'Avignon,Institut de Recherches Internationales sur les Arts du Spectacle, Faculté des lettres et des sciences humaines, No.6, p. 203-210, 1996.
- Ouriel Zohar, «La transmigration des âmes chez A.B. Yehoshua: un jeu de rôles théâtral», in Tsafon, No. 33-34, p. 134-156, Ed. Prof. J.M. Delmaire, université de Lille III, Institut d'Histoire des Religions, Lille, 1996.
- Ouriel Zohar, «Un 'Living Theatre' Collectif, inspiré par l'idéologie du Kibboutz», in Théâtres du Monde, Revue interdisciplinaire de l'université d'Avignon, Institut de Recherches Internationales sur les Arts du Spectacle, Faculté des lettres et des sciences humaines, No.7, p. 201-209, 1997.
- Ouriel Zohar, «L'imitation du Roi», in Perspectives, revue de l'université Hébraïque de Jérusalem, No. 4 p. 51-66, 1997.
- Ouriel Zohar, «Les éléments du sacré dans le théâtre au Kibboutz», in Théâtre du Monde, Revue de l'Université d'Avignon, Institut de Recherches Internationales sur les Arts du Spectacle, Faculté des lettres et des sciences humaines, No.8,p. 183-197, 1998.
- Ouriel Zohar, «A. Shamosh, L'homme de théâtre au Kibboutz, et le bon usage des voyages», in Théâtres du Monde, Revue de l'Université d'Avignon, Institut de Recherches Internationales sur les Arts du Spectacle, Faculté des lettres et des sciences humaines, No. 9, p. 161-167, 1999.
- Ouriel Zohar, «L'oublie et la promesse de la joie traditionnelle dans le Théâtre Collectif au Kibboutz», in Théâtres du Monde, Revue de l'Université d'Avignon, Institut de Recherches Internationales sur les Arts du Spectacle, Faculté des lettres et des sciences humaines, No.10, p. 155-169, 2000.
- Ouriel Zohar, «Pour un théâtre du cri et de la libre expression: le théâtre comme moyen de prévention des désastres écologiques», in Théâtres du Monde, Revue Interdisciplinaire de l'Université d'Avignon, Institut de Recherches Internationales sur les Arts du Spectacle, Faculté des lettres et des sciences humaines, No.11, p. 265-274, 2001.
- Ouriel Zohar, «Le théâtre dans le kibboutz et la société du kibboutz dans le théâtre», in «Reeh» Revue Européenne des Études Hébraïques, (IEEH) Université de Paris VIII, No. 5 p. 84-94 2001.
- Ouriel Zohar, «Du mythe du Golem aux rêves et cauchemars de la science-fiction: enjeux symboliques et recherche théâtrale», in Théâtres du Monde, Revue Interdisciplinaire de l'Université d'Avignon, Institut de Recherches Internationales sur les Arts du Spectacle, Faculté des lettres et des sciences humaines, no 12, p. 213-221 2002.
- Ouriel Zohar, «La magie, le merveilleux et le sacré de l’unité des paradoxes», in Théâtres du Monde, Revue Interdisciplinaire de l'Université d'Avignon, Institut de Recherches Internationales sur les Arts du Spectacle, Faculté des lettres et des sciences humaines, No.13, p. 223-234 2003.
- Ouriel Zohar, «Le passage du Théâtre de la fête au Kibbutz vers un théâtre moderne», in Théâtres du Monde, Revue Interdisciplinaire de l'Université d'Avignon, Institut de Recherches Internationales sur les Arts du Spectacle, Faculté des lettres et des sciences humaines, No.14, p. 245-252 2004.
- Ouriel Zohar, «Le destin utopique au Théâtre», in Théâtres du Monde, Revue Interdisciplinaire de l'Université d'Avignon, Institut de Recherches Internationales sur les Arts du Spectacle, Faculté des lettres et des sciences humaines, No.15, p. 182-185 2005.
- Ouriel Zohar, «La nouvelle mode du théâtre Collectif de A. D. Gordon», in «Reeh», Revue européenne des études hébraïques, (IEEH) Université de Paris VIII, No. 9, p. 129–143 2005.
- Ouriel Zohar, «Léa BERGSTEIN, femme artiste, dans le théâtre collectif israélien», in Théâtres du Monde, Revue Interdisciplinaire de l'Université d'Avignon, Institut de Recherches Internationales sur les Arts du Spectacle, Faculté des lettres et des sciences humaines, No.16, p. 229–239 2006.
- Ouriel Zohar, “La folie et l’extase dans la pièce de théâtre “'Dibbuk” au Théâtre du Technion, adaptation et mise en scène” in Théâtre du Monde, Revue Interdisciplinaire de l'Université d'Avignon, Institut de Recherches Internationales sur les Arts du Spectacle, Faculté des lettres et des sciences humaines, No.17, p. 213-220 2007.
- Ouriel Zohar, "Le Nord et le sud dans Le roman 'Saison de la Migration vers le Nord', et ses caractéristiques durant la représentation et la mise en scène", in Théâtres du Monde, Revue Interdisciplinaire de l'Université d'Avignon, Institut de Recherches Internationales sur les Arts du Spectacle, Faculté des lettres et des sciences humaines, No.18, p. 211–228 2008.
- Ouriel Zohar, "La magie du kibboutz: l'improvisation", in Théâtres du Monde, Revue Interdisciplinaire de l'Université d'Avignon, Institut de Recherches Internationales sur les Arts du Spectacle, Faculté des lettres et des sciences humaines, No.19, p. 193–197 2009.
- Ouriel Zohar, "Science et théâtre", in "30es Journées internationales sur la communication, l’éducation et la culture scientifiques techniques et industrielles", in DVD Arts, Sciences et Technicités 2009, Chamonix, France 2010.
- Ouriel Zohar, "Le théâtre de la fête spirituelle et médicale", in Théâtres du Monde, Revue Interdisciplinaire de l'Université d'Avignon, Institut de Recherches Internationales sur les Arts du Spectacle, Faculté des lettres et des sciences humaines, No.20, p. 501-503 2010.
- Ouriel Zohar, "La quête de vérité de Peter Brook dans La Conférence des oiseaux", in Théâtres du Monde, Revue Interdisciplinaire de l'Université d'Avignon, Institut de Recherches Internationales sur les Arts du Spectacle, Faculté des lettres et des sciences humaines, No.21, p. 185-194 2011.
- Ouriel Zohar, "L'éducation prénatale par les moyens du théâtre solaire et médical" (Une nouvelle méthode de préparation pour mettre au monde les enfants) pp. 121–131, dans le livre "Éducation Prénatale Naturelle", éditions BoD, Paris (2011).
- Ouriel Zohar, "Le vrai/le faux au théâtre: vers un théâtre scientifique", in Théâtres du Monde, Revue Interdisciplinaire de l'Université d'Avignon, Institut de Recherches Internationales sur les Arts du Spectacle, Faculté des lettres et des sciences humaines, No.21, p. 281-288 2011.
- Ouriel Zohar, "Μονtépvα Tpαγωδiα" (La Tragédie Moderne), in Étude Théâtrale, Prof. Grammatas éditeur, Université d'Athènes, Grèce, No. 4, p. 86-99 2012.
- Ouriel Zohar, "Peter Brook, Julian Beck et Choulamite Bat-Dori: étude comparative de trois réalisateurs", in Théâtres du Monde, Revue Interdisciplinaire de l'Université d'Avignon, Institut de Recherches Internationales sur les Arts du Spectacle, Faculté des lettres et des sciences humaines, No. 22,  p. 353-369 2012.
- Ouriel Zohar, "Le theâtre collectif et ses étapes", in Théâtres du Monde, Revue Interdisciplinaire de l'Université d'Avignon, Institut de Recherches Internationales sur les Arts du Spectacle, Faculté des lettres et des sciences humaines, No. 23, p. 321-326 2014.
- Ouriel Zohar, "À propos de l'amour d'un Juif et d'une Palestinienne: La Palestinienne de Joshua Sobol", in Théâtres du Monde, Revue Interdisciplinaire de l'Université d'Avignon, Institut de Recherches Internationales sur les Arts du Spectacle, Faculté des lettres et des sciences humaines, No. 25, p. 269-271, 2015.
- Ouriel Zohar, "Du théâtre à la philosophie et de la philosophie à la vie (Ibsen Balzac, etc.)", in Théâtres du Monde, Revue Interdisciplinaire de l'Université d'Avignon, Institut de Recherches Internationales sur les Arts du Spectacle, Faculté des lettres et des sciences humaines, No. 26, p. 179-183, 2016.
- Ouriel Zohar, "Le mariage mixte dans Elle voyait dans les champs étrangers (d’Ouriel Zohar)", in Théâtres du Monde, Revue Interdisciplinaire de l'Université d'Avignon, Institut de Recherches Internationales sur les Arts du Spectacle, Faculté des lettres et des sciences humaines, No. 27, p. 283-287, 2017.
- Ouriel Zohar, "Traduction: Tradition ou Trahison?", in Théâtres du Monde, Revue Interdisciplinaire de l'Université d'Avignon, Institut de Recherches Internationales sur les Arts du Spectacle, Faculté des lettres et des sciences humaines, No. 28, p. 91-93, 2018.
- Ouriel Zohar, "Les aspects théâtraux dans une société collectiviste, religieuse et universelle" in "Misli, Rivistadel Centro Studi Omraam Mikhaël Aïvanhov", Revue de L'Università per Stranieri di Perugia no. 5, p. 59-79, 2018.
- Ouriel Zohar, "Bons et mauvais comportements des robots au théâtre", in Théâtres du Monde, Revue Interdisciplinaire de l'Université d'Avignon, Institut de Recherches Internationales sur les Arts du Spectacle, Faculté des lettres et des sciences humaines, No. 29, p. 399-406, 2019.